# Google News & Weather
Google News & Weather là một ứng dụng tổng hợp tin tức được phát triển bởi Google. Ứng dụng có sẵn trên các hệ điều hành Android và iOS. Ứng dụng có giao diện dựa trên thẻ và tương tự như cả trang web Google News dành cho máy tính để bàn cũng như Google Now, vốn sử dụng rộng rãi thẻ. Ứng dụng lập chỉ mục hơn 65.000 nguồn tin tức và có 60 phiên bản dành cho các quốc gia cụ thể.
Phiên bản Google News & Weather dành cho iOS được phát hành vào ngày 7 tháng 10 năm 2014.
Ứng dụng đã bị ngừng hoạt động vào ngày 8 tháng 10 năm 2018. Vào ngày 9 tháng 10, ứng dụng dường như đã được kích hoạt lại và bị ngừng hoạt động một lần nữa vào ngày 16 tháng 10 năm 2018. Vào ngày 8 tháng 5 năm 2018, Google đã thông báo tại Google I/O rằng họ sẽ hợp nhất Google Play Newsstand và Google News & Weather thành một dịch vụ duy nhất, được gọi là Google News (với ứng dụng Google News & Weather bị ngừng hoạt động và Google Play Newsstand được thay thế bằng Google News).